# Cimorelli
Cimorelli is een Amerikaanse band die bekend werd door hun covers op YouTube. Ze zingen voornamelijk a capella.
De groep bestaat uit vijf zussen:
- Christina Lynne Reali (geboren Cimorelli) (12 augustus 1990)
- Katherine Ann Straneva (geboren Cimorelli) (4 maart 1992)
- Lisa Michelle Gilbert (geboren Cimorelli) (19 september 1993)[1]
- Amy Elizabeth Cimorelli (1 juli 1995)
- Lauren Christine Cimorelli (12 augustus 1998)

Gitarist Michael "Mike" Cimorelli Jr. verliet in 2008 de band. Op 4 Januari 2020 verliet Danielle "Dani" Calleiro (geboren Cimorelli), de jongste zus, de band om zich te focussen op haar andere passies.

## Jeugd
Samen met hun vijf broers (Michael, Alex, Christian, Nick en Joey) groeiden de zes zussen Cimorelli op in het Amerikaanse El Dorado Hills. Hun muzikale moeder, Lynne Cimorelli, leerde elk van haar kinderen pianospelen en zingen. De familie is katholiek en heeft een vaak minderjarig publiek (en vroeger minderjarige bandleden) en om die redenen worden scheldwoorden, alcoholische dranken en andere teksten aangepast.

## Carrière

### 2007-2009: Vorming van de band en vroege begin
In 2002 begonnen de drie oudste zussen, Christina, Katherine en Lisa, op te treden bij lokale gelegenheden. Toen hun twee jongere zussen, Amy en Lauren, oud genoeg waren, voegden ook zij zich bij de groep. In 2007 startten de vijf oudste zusjes de officiële band met hun oudste broer Mike als vaste gitarist.
In december 2008 brachten de oudste vijf zussen samen met hun oudste broer Mike Cimorelli Jr. hun eerste album uit: Hello There. Hierna verliet Mike Jr. de band.
Nadat ze in 2009 op YouTube hun cover van Miley Cyrus' Party in the U.S.A. postten, werden ze ontdekt door een 13-jarig meisje wier moeder toen de manager was van Jessie J. Zij besloot ook de manager te worden van Cimorelli en zorgde er samen met hen voor dat ze hun eerste contract bij Island Records van Universal Music konden tekenen. Om zich ten volle voor hun muziekcarrière te kunnen inzetten, verhuisde de hele familie Cimorelli naar Los Angeles in 2010.

### 2010-2015: Island Records
In 2010 kwam de jongste zus, Dani Cimorelli, vast in de groep.
In december 2011 brachten ze hun tweede ep Cimfam uit, uitgegeven door Island Records. Op die ep zijn covers van onder andere Skyscraper van Demi Lovato, Dynamite van Taio Cruz, Price Tag van Jessie J, What Makes You Beautiful van One Direction, All I Want for Christmas Is You van Mariah Carey te vinden, alsook het zelfgeschreven lied Million Bucks.
In 2012 werden ze genomineerd voor Choice Web Star bij de 2012 Teen Choice Awards. Later datzelfde kwam hun nieuwe ep Believe It uit met de nummers Believe It, You Got Me Good, Wings (akoestisch) en Santa Claus Is Coming to Town.
In 2013 kwam hun vierde ep Made In America uit met de titelsong Made in America, en de nummers Wings, Whatcha Think About Us en The Way We Live. Ze wonnen ook de 2013 Teen Choice Awards in de categorie Choice Web Star.
In juni 2014 kwam er Summer with Cimorelli. De komische webserie bestaat uit vijf afleveringen en gaat over de zes zussen die de zomer doorkomen zonder ouders. De serie is te vinden op hun YouTubekanaal.
In 2014 kwam hun vijfde ep Renegade uit met de titelsong Renegade en de nummers I Got You, That Girl Should Be Me en You're Worth It. Een tweede ep later dat jaar, Christmas Magic, bevatte covers van kerstliedjes.

### 2015-present: Independent artists
In 2015 verhuisden de zussen samen met hun ouders en drie jongste broers naar Nashville, Tennessee. Tegelijkertijd stopten ze hun samenwerking met Island Records.
In mei 2015 kwam hun nieuwe mixtape Hearts on Fire uit. Hierop staan negen originele, akoestische nummers: Hearts on Fire, I'm A Mess, Before October's Gone, I Like It, Move On, Good Enough, Unsaid Things, A Lot Like Love en Someone to Chase.
In 2016 brachten de zussen twee albums uit: Up at night in mei en Alive in december.
In oktober 2017 brachten ze een nieuw album uit genaamd Sad Girls Club.
In 2018 kwamen er drie nieuwe ep's uit: I Love You Or Whatever, Here's To Us en Christmas Lights.
In 2017 en 2018 werkte Lisa samen met enkele artiesten en bracht zo enkele liedjes uit buiten de band, waaronder Hit me up met Riff Raff, Piece of me en Empire met Stravy, Hollywood Dream met Francis Derelle, Time to move on met Hudson Henry en Dysfunctional met Parker music.
In zowel 2018 als 2019 brachten Lisa en Lauren eigen muziek uit. Lisa's nummers zijn Unloved, Goodbye, Italy en Florida. Laurens nummers zijn: Running, Flames en Pressure.
Lauren bracht een ep Orange op 26 juli 2019 met vier liedjes: Running, Flames, Pressure en Brown Eyed Boys.
Doorheen de jaren lanceerde Cimorelli nog enkele singles:
- Come Over en What I do voor Hasbro (2014)[26]
- Everything you have, uitgebracht bij de webserie Summer with Cimorelli (2014)[27]
- #Unlimited voor de Amerikaanse kledingwinkel Old Navy met andere artiesten als Alex Aiono, Mahogany Lox en Megan Nicole (2015)[28]
- All my friends say (2015)[29]
- Single on Valentine's day en New year, new me (2018)[30][31]
- Thirst for life voor Living waters of the world, een organisatie die voor drinkbaar water zorgt in Cuba (2018)[32]

De zussen posten niet alleen video's op YouTube, maar ook op Patreon, TikTok & Instagram.

## Gezondheid
Zeven van de elf kinderen (bij Mike, Katherine, Amy, Lauren, Dani, Christian en Joey) menen brachydactylie te hebben (dit is nooit officieel door een dokter vastgesteld). Deze genetische aandoening veroorzaakt korte en soms kromme vingers.
Amy Cimorelli heeft een milde vorm van het syndroom van Turner.

## Discografie
| Jaar | Album                                             | Opmerkingen |
| ---- | ------------------------------------------------- | --- |
| 2008 | Hello There (ep), ook wel bekend als Cimorelli ep | 6 liedjes: Singing My Song, on the Radio, Delaney, Hello There, Everything Has Changed (gezongen door Christina) en Do You Know |
| 2011 | CimFam (ep)                                       | 1 origineel liedje, Million Bucks, en 4 covers, Dynamite (Tayo Cruz), Price Tag (Jessie J met BOB), What Makes You Beautiful (One Direction) en Skyscraper (Demi Lovato)                                                                                  |
| 2012 | Believe It (ep)                                   | 4 liedjes: Believe it, Wings, You Got Me Good, Santa Claus Is Coming to Town |
| 2013 | Made In America (ep)                              | 4 liedjes: Made in America, Wings, The Way We Live, Whatcha Think About Us |
| 2014 | Summer with Cimorelli (internet)                  | 1 liedje (webserie) |
| 2014 | Renegade (ep)                                     | 4 liedjes: Renegade, I Got You, That Girl Should Be Me, You're Worth It |
| 2014 | Christmas Magic (ep)                              | 5 liedjes (covers): Joy To the World, The Coventry Carol (Lullay), The First Noel, Carol of the Bells, Hark! The Herald Angels Sing |
| 2015 | Hearts on Fire (Mixtape)                          | 9 liedjes: Hearts on Fire, I'm A Mess, Before October's Gone, I Like It, Move On, Good Enough, Unsaid Things, A Lot Like Love, Someone to Chase |
| 2016 | Up At Night                                       | 14 liedjes: Up At Night, Make It Stronger, I Like It, I Know You Know It, Hearts On Fire, I'm A Mess, Sunsets And Heartbreak, Acid Rain (Never Gonna Stay), Before October's Gone, Easy To Forget Me, Fall Back, Headlights, Brave Heart, Worth The Fight |
| 2016 | Alive                                             | 10 liedjes: Your Name is Forever, One More Night, Alive, Never Let Me Fall, The Love of a Man, My God is Here, Hope For It, Kick the Habit, Find Me, Love Song (Over Me)                                                                                  |
| 2017 | Sad Girls Club                                    | 15 liedjes: Sad Girls Club, Cars + Parking Lots, If It isn't You, Last Summer, Boy In A Band, Bad, OK Well I Guess That's It Then, Kryptonite, Blue, Galaxy, Girls Like Me, Wrong, Where It All Ended..., Who Told You, Pretty Pink                       |
| 2018 | I Love You Or Whatever (ep)                       | 4 liedjes: No Good, Superstar, 32 Degrees en What Kind of Girl 3 gedichten: Minefield, Summers In a Small Town en To Be a Human |
| 2018 | Here's To Us (ep)                                 | 6 liedjes: Stay Together, Here's To Us, The One, Die A Happy Man (cover), Can't Help Falling In Love (cover), A Thousand Years/I Won't Give Up/Thinking Out Loud (covers medley)                                                                          |
| 2018 | Christmas lights (ep)                             | 4 liedjes: Christmas Lights, Christmas Of Love, O holy night (cover) en Silent Night (cover) |

## Prijzen
| Jaar | Nominatie | Prijs                                            | Resultaat   |
| ---- | --------- | ------------------------------------------------ | ----------- |
| 2012 | Cimorelli | Teen Choice Award: Choice Web Star               | Genomineerd |
| 2013 | Cimorelli | Teen Choice Award: Choice Web Star               | Gewonnen    |
| 2014 | Cimorelli | Teen Choice Award: Choice Web Star: Music        | Genomineerd |
| 2015 | Cimorelli | Teen Choice Award for Choice Music Group: Female | Genomineerd |
| 2016 | Cimorelli | Teen Choice Award for Choice Web Star: Music     | Genomineerd |
| 2017 | Cimorelli | Teen Choice Award for Choice Web Star: Music     | Genomineerd |